# Einzugsgeld

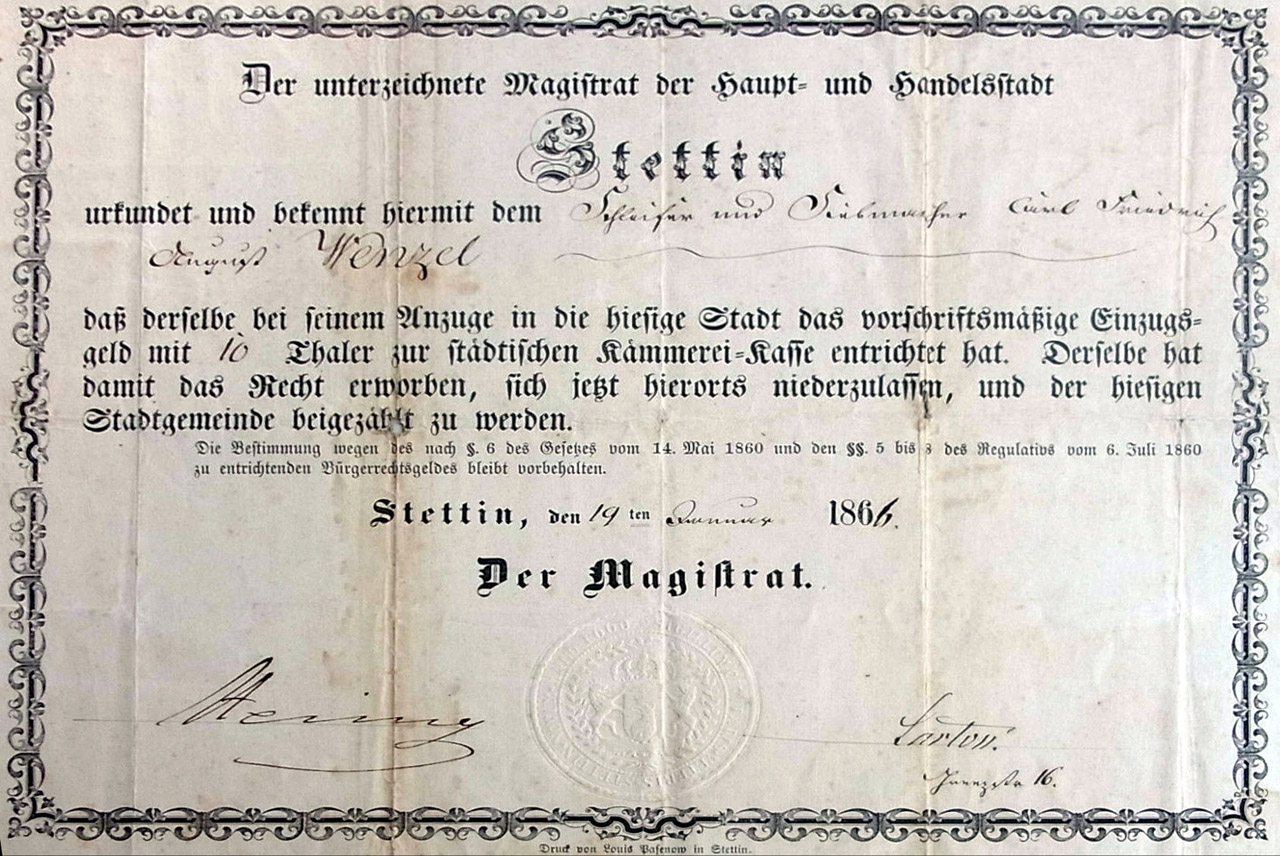
Quittung der Stadt Stettin aus dem Jahr 1866 über die Entrichtung von 16 Talern Einzugsgeld.

Als Einzugsgeld, auch Bürgergeld, Bürgerrechtsgeld, Bürgerrechtsgebühr oder Anzugsgeld (lat. Gabella immigrationis) genannt, ist die Bezeichnung für eine Abgabe, die ein Fremder für die Aufnahme und den Erwerb des Untertanen-, beziehungsweise Bürgerrecht in einer Gemeinde (ursprünglich auch in einem Land) in der er sich niederlassen wollte, zu zahlen hatte.
Die Höhe der Einzugsgeldes richtete sich nach der Größe der Wälder und Weiden im Gemeindebesitz. Je größer diese Allmende war, umso höher war die von Zuzüglern zu entrichtende Gebühr. Über die Höhe des Einzugsgeldes hatten die Gemeinden die Möglichkeit den Zustrom von armen und mittellosen Personen zu verhindern.
Das Einzugsgeld wurde am 1. November 1867 per Freizügigkeitsgesetz im Norddeutschen Bund und in den folgenden Jahren im gesamten Deutschen Reich abgeschafft. Das Gesetz erleichterte es den Gemeinden allerdings Ortsfremde, beispielsweise wegen Erwerbsunfähigkeit oder Vorstrafen, ablehnen zu können.
Vom Bürgergeld zu unterscheiden ist das Beisitzergeld, das von Einwohnern mit eingeschränktem Bürgerrecht, den Beisassen – je nach Region auch Beiwohner, Beisitzer, Inwohner, Schutzverwandter, Schutzbürger oder Hintersasse genannt – zu entrichten war. Es war vom Betrag her deutlich niedriger als das Bürgergeld.